# Immortal Records
Immortal Records es un sello discográfico independiente de Los Ángeles, California. Fundado por Happy Walters en 1994, el sello ha lanzado la carrera de grupos influyentes como 30 Seconds to Mars, KoRn e Incubus. Adicionalmente, el sello también ha publicado bandas sonoras que incluyen Spawn, Blade II, y Masters of Horror. Además, Immortal ha tomado un rol instrumental en la salida al mercado de artistas como Rage Against the Machine, Cypress Hill, Kanye West y House of Pain.